# Bedford Avenue
Pour les articles homonymes, voir Bedford.
Bedford Avenue est une voie de l'arrondissements de New York.

## Situation et accès
« Bedford Avenue », qui est la plus longue rue de Brooklyn, s'étend sur 16,4 km (10,2 miles) sur 132 pâtés de maisons, du Sud de Greenpoint à Sheepshead Bay et passant par des quartiers comme Williamsburg (où c'est une rue principale), Bedford-Stuyvesant, Crown Heights, Flatbush et Midwood.

## Origine du nom
Le nom « Bedford » vient d'un ancien village du XVIIe siècle, établi près de l'actuel quartier Bedford-Stuyvesant.

## Historique
La route de Bedford, qui passait par le col de Bedford, était une importante route nord-sud au 18e siècle pour la circulation entre le village agricole de Flatbush et les sources de Newtown Creek. Au 19e siècle, elle a été prolongée vers le sud jusqu'à la côte, et à la fin du siècle, elle est devenue l'une des premières routes pavées de la banlieue est de la ville de Brooklyn, en pleine croissance.